# Gifted
Gifted er en amerikansk spillefilm fra 2017 af Marc Webb.